# 立川病院付属立川高等看護学院
立川病院付属立川高等看護学院（たちかわびょういんふぞくたちかわこうとうかんごがくいん）は、かつて東京都立川市にあった看護学校。
国家公務員共済組合連合会立川病院の敷地内（立川市錦町4丁目2番22号）にあった。施設跡は、同病院の管理棟（院長室、事務室等）として利用されている。

## 沿革
- 1952年（昭和27年）4月 - 非現業共済組合連合会 立川病院付属立川高等看護学院として開校 [1]
- 1958年（昭和33年）7月 - 国家公務員共済組合連合会 立川病院付属立川高等看護学院に名称変更
- 2000年（平成12年）3月 - 閉校